# Sankt Petersburger Herold
Sankt Petersburger Herold (inna pisownia: Sankt-Petersburger Herold, St. Petersburger Herold) – niemieckojęzyczne czasopismo wydawane w Petersburgu od 1871. 

## Historia
Sankt Petersburger Herold jako niemieckojęzyczna gazeta wydawana w Petersburgu, druga po założonej w 1727 Sankt Petersburger Zeitung, była stale jej głównym konkurentem, mimo iż pod koniec XIX wieku w ówczesnej stolicy Rosji ukazywało się już 7 niemieckojęzycznych gazet. W celu pozyskania czytelników załączano bezpłatne dodatki, początkowo dość liczne: kalendarze Börsen-Kalender (1876–1877), Haus- und Familien-Kalender, dodatek literacki Feuletton – Beiblatt (1876–1914), dodatek giełdowy Handel und Börsen, dodatek przemysłowy Industrie-Zeitung, dodatek dla kobiet Mode Und Haus (1891–1900). Poruszana tematyka nie ograniczała się do spraw niemieckiej diaspory w Imperium Rosyjskim, m.in. w 1879 opublikowano relację z uroczystości jubileuszowych 50-lecia pracy pisarskiej Józefa Ignacego Kraszewskiego zorganizowanych w Krakowie. Z czasem St. Petersburger Herold stał się główną niemieckojęzyczną gazetą ogólnokrajową Imperium Rosyjskiego, uważaną za neutralną i dobrze poinformowaną w sprawach polityki rosyjskiej. 

## Przekształcenia
Po wybuchu pierwszej wojny światowej w 1914 gazeta zmieniła nazwę na Petrogader Herold, w związku ze zmianą nazwy miasta Sankt Petersburg (ros. Санкт-Петербург) na Piotrogród (Петроград). Tytuł zawieszono tymczasowo w 1915, a wznowiono w 2008 jako tygodnik ukazujący się online. Natomiast w 2010, po 95 latach przerwy, zaczęły się znów ukazywać wydania w postaci drukowanej, tym razem w cyklu miesięcznym.